# 21 января
21 января — 21-й день года  по григорианскому календарю.
До конца года остаётся 344 дня (345 дней в високосные годы).
До 15 октября 1582 года — 21 января по юлианскому календарю, с 15 октября 1582 года — 21 января по григорианскому календарю.
В XX и XXI веках соответствует 8 января по юлианскому календарю.

## Праздники и памятные дни
См. также: Категория:Праздники 21 января

### Национальные
- Беларусь — День инженерных войск.
- Доминиканская Республика — День Пресвятой Альтаграсии[англ.].
- Россия — День инженерных войск[2].
- Польша — День бабушки.

### Религиозные
Католицизм
 — Память мученицы Агнессы Римской;
 — память священномученика Фруктуоза Таррагонского;
 — память Майнрада Айнзидельнского.
 Православие
 — Память мученика Або Тбилисского (786);
 — память священномученика Виктора Усова, пресвитера (1937);
 — память священномучеников Димитрия Плышевского, Владимира Пастернацкого, пресвитеров, преподобномученика Пафнутия (Костина), иеромонаха, мученика Михаила Новосёлова (1938);
 — память преподобного Георгия Хозевита (VII в.) и священноисповедника Емилиана, епископа Кизического (IX в.);
 — память преподобномученика Григория, чудотворца Печерского (1093);
 — память преподобного Григория, затворника Печерского (XIII—XIV в.);
 — память мученика Иоанна Малышева (1940);
 — память преподобного Илии Египетского, пустынника (IV в.);
 — память священномученика Исидора Юрьевского (Дерптского), пресвитера и с ним 72-х в Юрьеве Лифляндском пострадавших (1472);
 — память мучеников Иулиана, Келсия, Антония, Анастасия, мучениц Василиссы, Мариониллы, семи отроков и 20 воинов (313);
 — память священномученика Картерия, пресвитера Кесарии Каппадокийской (304);
 — память священномученика Василия Архангельского, пресвитера (1939);
 — память святителя Михаила Розова, исповедника, пресвитера (1941);
 — память преподобного Паисия Угличского, игумена (1504);
 — память мученика Феофила диакона и Елладия Ливийского (IV в.);
 — память преподобной Домники Константинопольской, игуменьи (ок. 474).

### Именины
- Католические: Агнесса, Мейнард, Фруктуоз.
- Православные: Або, Анастасий, Антоний/Антон, Аттик, Василиса, Виктор, Владимир, Георгий, Григорий, Дмитрий, Домна, Евгений, Емельян/Эмиль, Зотик, Илья, Исидор, Картерий, Келсий/Кельсий, Кир, Марионилла, Михаил, Паисий, Феоктист, Феофил, Элладий/Елладий, Юлиан.

## События
См. также: Категория:События 21 января

### До XX века
- 1698 — оставив Великое посольство в Голландии, Пётр I вместе с волонтёрами прибыл в Лондон.
- 1701 — указом Петра I в Москве открыта Школа пушкарского приказа.
- 1720 — Швеция и Пруссия подписали Стокгольмский договор.
- 1775 — в Москве на Болотной площади казнён Емельян Пугачёв.
- 1793 — Великая французская революция: по постановлению суда казнён Людовик XVI, обвинённый в заговоре против свободы нации и против общей безопасности государства.
- 1854 — близ острова Ламбей произошло кораблекрушение RMS Tayleur, погибли 362 человека.

### XX век
- 1911 — состоялось первое ралли Монте-Карло.
- 1919 — Революционный ирландский парламент, поддерживаемый ИРА, объявил о независимости страны.
- 1920 — завершилась Парижская мирная конференция по итогам Первой мировой войны.
- 1924 — смерть Владимира Ленина.
- 1925 — признание СССР Японией. Японские войска покидают пределы Дальнего Востока.
- 1932 — подписан Договор о ненападении и о мирном урегулировании конфликтов между Финляндией и Советским Союзом
- 1942 — Вторая мировая война: в вильнюсском гетто создана Объединённая партизанская организация
- 1945 — в Москве создан Главный ботанический сад Академии наук СССР.
- 1954 — в США спущена на воду первая в мире атомная подводная лодка «Наутилус».
- 1960 — обрушение угольной шахты «Коулбрук» в Южной Африке, более 400 погибших
- 1968 — начало осады Кхешани, одного из самых известных и противоречивых сражений войны во Вьетнаме.
- 1976 — авиалайнер «Конкорд» вылетел в свой первый коммерческий рейс, из Лондона в Бахрейн.
- 1977 — в Италии разрешены аборты.
- 1981 — на фабрике DMC в Dunmurry в Северной Ирландии с конвейера сошёл первый DeLorean DMC-12.
- 1985 — катастрофа L-188 в Рино.

### XXI век
- 2003 — в Мексике в штате Колима произошло землетрясение магнитудой 7,6. 29 человек погибли, 300 получили ранения, около 10 000 осталось без крова. Землетрясение разрушило 2005 строений и повредило 6615.
- 2006 — в лесу близ австрийского города Цветль-Нидерэстеррайх обнаружена зарытая в свинцовой коробке Сальера.
- 2014 — Конфликт в Сирийском Курдистане: кантон Джизре провозгласил автономию от Сирии.
- 2019 — в 13 километрах от острова Олдерни потерпел крушение самолёт Piper PA-46 Malibu, на борту которого находился аргентинский футболист Эмилиано Сала.
- 2023 — стрельба в Монтерей-Парке, 11 погибших.
- 2024 — вторжение России на Украину: обстрел Донецка, российская сторона сообщила о 25 погибших.
- 2025 — пожар на курорте Карталкая в Турции, 78 погибших

## Родились

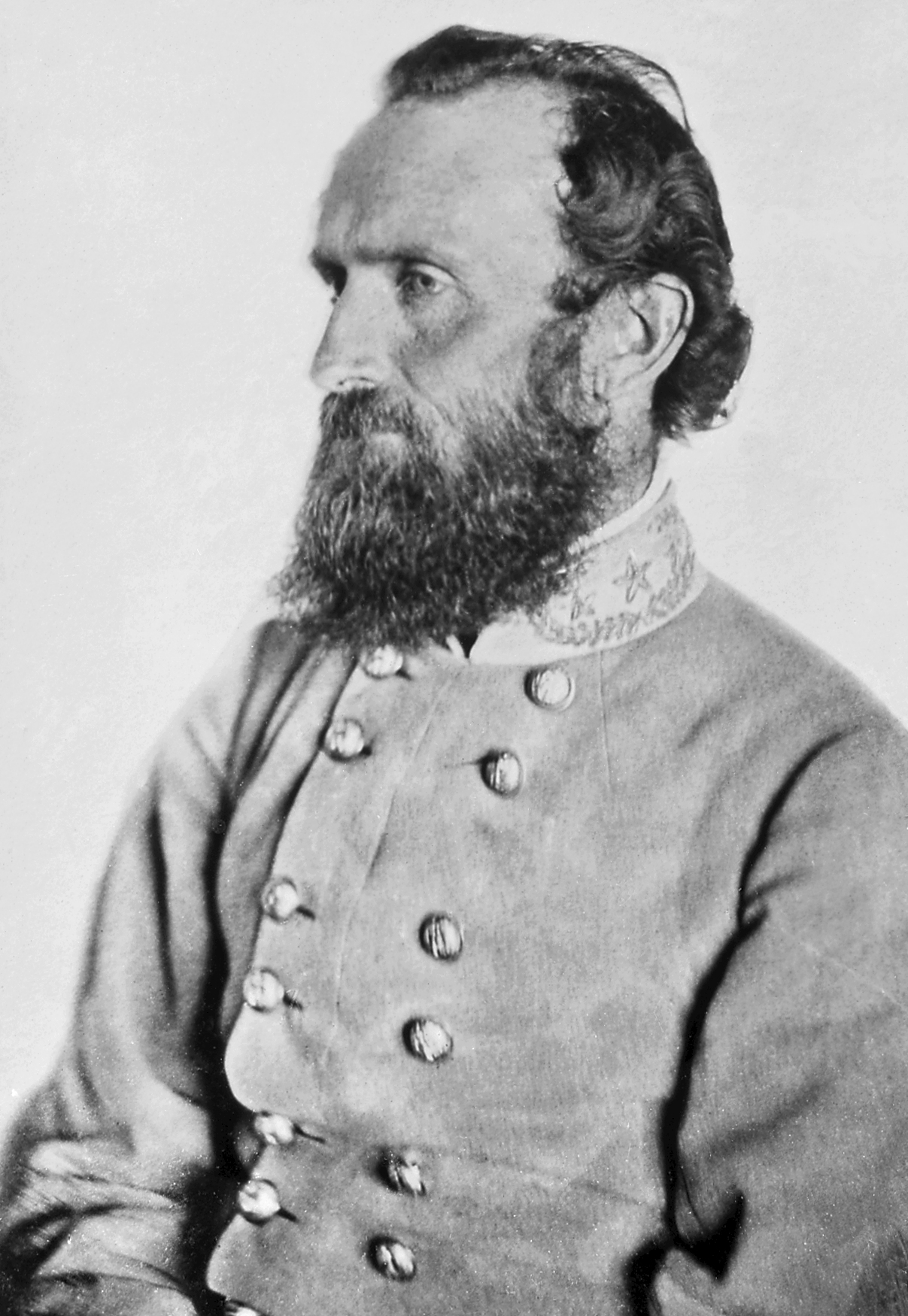
Джексон «Каменная стена»

См. также: Категория:Родившиеся 21 января

### До XIX века
- 1338 — Карл V Мудрый (ум. 1380), король Франции (с 1364), из династии Валуа.
- 1743 — Джон Фитч (ум. 1798), американский изобретатель, построивший первый в США пароход.
- 1763 — Огюстен Робеспьер (Робеспьер-младший) (казнён в 1794), адвокат, депутат Национального конвента, военный комиссар.
- 1775 — Мануэль Гарсиа (ум. 1832), испанский оперный певец, гитарист, композитор, вокальный педагог.

### XIX век
- 1818 — Адам Киркор (ум. 1886), литовский и белорусский археолог и издатель.
- 1819 — Хорас Уэллс (ум. 1848), американский врач-стоматолог, первым использовавший анестезию во время операции.
- 1824 — Томас Джексон (ум. 1863), генерал армии Конфедерации во время Гражданской войны в США.
- 1831 — Пётр Смирнов (ум. 1898), русский предприниматель, «водочный король» России.
- 1850 — Иван Мушкетов (ум. 1902), русский геолог, географ, путешественник.
- 1855 — Джон Браунинг (ум. 1926), американский изобретатель, конструктор огнестрельного оружия.
- 1869 — Григорий Распутин (убит в 1916), фаворит семьи российского императора Николая II.
- 1882 — Павел Флоренский (ум. в 1937), русский религиозный философ и учёный.
- 1885 — Умберто Нобиле (ум. 1978), итальянский конструктор дирижаблей и полярный исследователь.
- 1900 — Олег Волков (ум. 1996), русский советский писатель, публицист, мемуарист.

### XX век
- 1901 — Рикардо Самора (ум. 1978), испанский футбольный вратарь и тренер.
- 1902 — Леонид Оболенский (ум. 1991), киноактёр, режиссёр, художник-декоратор, народный артист РСФСР.
- 1903
  - Игорь Курчатов (ум. 1960), физик-ядерщик, академик, создатель советской атомной бомбы.
  - Георгий Нисский (ум. 1987), советский живописец, академик АХ СССР.
- 1905
  - Ванда Василевская (ум. 1964), польская и советская писательница.
  - Кристиан Диор (ум. 1957), французский кутюрье.
- 1906 — Игорь Моисеев (ум. 2007), артист балета, балетмейстер, хореограф, педагог, народный артист СССР.
- 1908 — Бенгт Георг Даниель Стрёмгрен (ум. 1987), датский астроном и астрофизик.
- 1910 — Карой Такач (ум. 1976), венгерский стрелок из пистолета, двукратный олимпийский чемпион (1948, 1952).
- 1912 — Павел Шпрингфельд (ум. 1971), актёр театра и кино, заслуженный артист РСФСР.
- 1920 — Николай Трофимов (ум. 2005), актёр театра и кино, народный артист СССР.
- 1921
  - Валентин Ежов (ум. 2004), советский и российский кинодраматург, педагог.
  - Сэмюэль Коэн (ум. 2010), американский физик, изобретатель нейтронной бомбы.
- 1922 — Пол Скофилд (ум. 2008), английский актёр, лауреат премий «Оскар», «Золотой глобус».
- 1924 — Бенни Хилл (наст. имя Альфред Хоторн Хилл; ум. 1992), британский комедийный актёр.
- 1935 — Артур Эро (ум. 1990), американский спортсмен, двукратный олимпийский чемпион по академической гребле.
- 1941
  - Пласидо Доминго, испанский оперный певец и дирижёр.
  - Евгений Щербаков (ум. 2014), советский и российский артист балета, балетмейстер, педагог.
- 1944 — Родион Нахапетов, советский, американский и российский актёр, кинорежиссёр, сценарист, народный артист РСФСР.
- 1945 — Юрий Ляпкин, советский хоккеист, олимпийский чемпион (1976).
- 1949 — Александр Харчиков (ум. 2023), русский бард и общественный деятель.
- 1950 — Билли Оушен (наст. имя Лесли Чарльз), британский певец и композитор, родом с Тринидада, лауреат «Грэмми».
- 1952 — Татьяна Терехова, балерина, балетный педагог, народная артистка РСФСР.
- 1956 — Джина Дэвис, американская актриса, сценаристка, продюсер, фотомодель, лауреат «Оскара» и «Золотого глобуса».
- 1957 — Татьяна Божок, советская и российская актриса театра и кино.
- 1960 — Дмитрий Харатьян, советский и российский актёр, телеведущий, певец, музыкант, народный артист РФ.
- 1963 — Хаким Оладжьювон, американский и нигерийский баскетболист, двукратный чемпион НБА, олимпийский чемпион (1996).
- 1965 — Роберт Дель Ная, английский музыкант, певец и граффитист, один из основателей группы Massive Attack.
- 1968
  - Шарлотта Росс, американская актриса кино и телевидения.
  - Дмитрий Фомин, советский и российский волейболист, обладатель Кубка мира (1991), чемпион Европы (1991).
- 1974 — Ким Дотком, немецко-финский предприниматель, программист.
- 1976 — Эмма Бантон, певица, актриса, автор песен, телеведущая, бывшая участница британской поп-группы Spice Girls.
- 1979 — Михаил Житняков, российский рок-музыкант, певец, композитор, вокалист группы «Ария».
- 1980 — Александр Ус, норвежский биатлонист, чемпион мира (2011) и Европы (2006).
- 1981 — Дэни Хитли, канадский хоккеист, олимпийский чемпион (2010), двукратный чемпион мира (2003, 2004).
- 1983 — Светлана Ходченкова, российская актриса театра, кино, телевидения и дубляжа.
- 1985 — Сергей Гранкин, российский волейболист, олимпийский чемпион (2012), двукратный чемпион Европы.
- 1986 — Джонатан Куик, американский хоккеист, вратарь, трёхкратный обладатель Кубка Стэнли.
- 1989 — Генрих Мхитарян, армянский футболист, лучший бомбардир в истории сборной Армении.
- 1990 — Келли Рорбах, американская модель и актриса.
- 1994 — Марни Кеннеди, австралийская актриса кино и телевидения, певица.
- 1996 — Марко Асенсио, испанский футболист, победитель Лиги наций УЕФА (2023).
- 1999 — Рубина Али, индийская киноактриса («Миллионер из трущоб»).

### XXI век
- 2004 — Ингрид-Александра, старшая дочь наследного принца Норвегии Хокона и его супруги Метте-Марит.
- 2005 — Райан Леонард, игрок сборной США по хоккею с шайбой, нападающий. Двукратный чемпион мира (2024 и 2025) среди молодёжных команд, чемпион мира среди юниоров (2023).

## Скончались
См. также: Категория:Умершие 21 января

### До XIX века
- 1059 — погиб Михаил Керуларий (р. ок. 1000), константинопольский патриарх (1043—1058), при котором произошёл раскол христианской церкви.
- 1603 — Эразм Гличнер (р. 1535), польский писатель, проповедник и богослов.
- 1609 — Жозеф Жюст Скалигер (р. 1540), французский гуманист-филолог, историк, издатель и воин, один из основателей современной исторической хронологии.
- 1744 — Джамбаттиста Вико (р. 1668), итальянский философ, основоположник философии истории и этнической психологии.
- 1773 — Алексис Пирон (р. 1689), французский драматург, поэт и юрист.
- 1775 — казнён Емельян Пугачёв (р. ок. 1742), предводитель казацко-крестьянского восстания.
- 1789 — Поль Анри Гольбах (р. 1723), французский философ-материалист.
- 1793 — казнён Людовик XVI (р. 1754), король Франции (1774—1792).

### XIX век
- 1803 — Кирилл Разумовский (р. 1728), граф, президент Императорской Академии наук, последний гетман Войска Запорожского.
- 1814 — Жак-Анри Бернарден (р. 1737), французский писатель, мыслитель, путешественник, член Французской академии.
- 1831 — Ахим фон Арним (р. 1781), немецкий писатель-прозаик и драматург.
- 1832 — Богуслав Таблиц (р. 1769), чешско-словацкий писатель, священник.
- 1851 — Альберт Лорцинг (р. 1801), немецкий композитор, актёр, певец, дирижёр.
- 1862 — Божена Немцова (р. 1820), чешская писательница.
- 1870 — Александр Герцен (р. 1812), русский писатель, революционер, философ и публицист.
- 1872 — Петрос Дурян (р. 1851), армянский поэт.
- 1873 — Елена Павловна (урожд. принцесса Фредерика Шарлотта Мария Вюртембергская; р. 1807), русская великая княгиня, супруга великого князя Михаила Павловича, государственная и общественная деятельница, благотворительница.
- 1877 — Александр Брюллов (р. 1798), русский художник и архитектор.
- 1879 — Любен Каравелов (р. ок. 1834), болгарский писатель.
- 1891 — Каликса Лавалле (р. 1842), канадский и американский композитор, пианист, дирижёр, соавтор гимна Канады.
- 1892 — Джон Адамс (р. 1819), британский математик, вычисливший существование и положение Нептуна.
- 1899 — Михаил Анненков (р. 1835), генерал от инфантерии, член Военного совета Российской империи, строитель Закаспийской железной дороги.

### XX век
- 1919 — Михаил Туган-Барановский (р. 1865), учёный-экономист, государственный и общественный деятель Украины.
- 1924 — Владимир Ильич Ленин (при рожд. Ульянов; р. 1870), русский революционер, советский политический и государственный деятель, лидер большевиков, основатель Советского Союза.
- 1926 — Камилло Гольджи (р. 1843), итальянский физиолог, гистолог и патолог, лауреат Нобелевской премии (1906).
- 1927 — Митрофан Пятницкий (р. 1864), основатель и руководитель Русского народного хора.
- 1932 — Литтон Стрейчи (р. 1880), английский писатель, биограф и литературный критик.
- 1933 — Джордж Огастос Мур (р. 1852), ирландский поэт, прозаик, драматург и критик.
- 1938 — Жорж Мельес (р. 1861), французский режиссёр, артист цирка, один из основоположников мирового кинематографа.
- 1940 — Михаил Эрденко (р. 1885), русский советский скрипач и композитор цыганского происхождения, педагог.
- 1947 — Розалия Землячка (р. 1876), российская революционерка, террористка, советский партийный и государственный деятель.
- 1950 — Джордж Оруэлл (наст. имя Эрик Артур Блэр; р. 1903), английский писатель, журналист и публицист, автор романа «1984».
- 1956 — Николай Рыбников (р. 1879), актёр театра и кино, народный артист РСФСР.
- 1959
  - Прасковья Анге́лина (р. 1913), советская ударница производства, участница стахановского движения.
  - Сесил Блаунт Демилль (р. 1881), американский кинорежиссёр и продюсер, создатель кинокомпании Paramount Pictures, лауреат премии «Оскар».
- 1961 — Блез Сандрар (наст. имя Фредерик-Луи Созе; р. 1887), швейцарский и французский писатель.
- 1965 — Рейно Хелисмаа (р. 1913), финский певец и автор песен.
- 1968 — Александр Арбузов (р. 1877), химик, основатель русской школы фосфороорганических соединений.
- 1979 — Алексей Леонтьев (р. 1903), советский психолог, основатель теории деятельности.
- 1984 — Алан Маршалл (р. 1902), австралийский писатель и публицист.
- 1986 — Алёша Дмитриевич (р. 1913), русский певец цыганского происхождения, эмигрант.
- 1988 — Жак Вильфрид (р. 1923), французский режиссёр, сценарист, продюсер.
- 1992 — Виктор Ильченко (р. 1937), артист эстрады, театра и кино, заслуженный артист РСФСР.
- 1997 — Том Паркер (наст. имя Андреас Корнелис ван Кёйк; р. 1909), американский импресарио, менеджер Элвиса Пресли.
- 1999 — Михаил Уржумцев (р. 1944), советский и российский актёр театра и кино, заслуженный артист РФ.
- 2000 — Софья Пилявская (р. 1911), актриса театра и кино, актриса МХАТа, народная артистка СССР.

### XXI век
- 2002 — Пегги Ли (урожд. Норма Делорис Эгстром; р. 1920), американская джазовая певица и автор песен, актриса.
- 2006 — Ибрагим Ругова (р. 1944), президент Косово в 2002—2006 гг.
- 2012 
  - Эйко Исиока (р. 1938), японский дизайнер, художник по костюмам, обладательница премии «Оскар».
  - Ирена Яроцка (р. 1946), польская эстрадная певица.
- 2015 — Леон Бриттан (р. 1939), британский юрист и государственный деятель.
- 2017 — Юрий Ермолаев (р. 1932), цирковой артист, дрессировщик, режиссёр, народный артист СССР.
- 2019 — погиб Эмилиано Сала (р. 1990), аргентинский футболист, нападающий.
- 2020 — Терри Джонс (р. 1942), британский (валлийский) актёр, кинорежиссёр, сценарист, композитор и детский писатель, член комедийной группы «Монти Пайтон».
- 2021 — Реми Жюльен (р. 1930), французский мотоциклист, каскадёр и постановщик трюков для кино и телевидения.

## Народный календарь, приметы и фольклор Руси
- Емельяны Перезимники. Емеля Кумишный. Омельян — Божьим светом осиян.
- На Руси в этот день было принято угощать кума с кумой, считалось, что это приносит здоровье детям.
- А они в ответ, приносили кусок мыла и полотенце со словами: «Вот тебе, кума, мыльце да белое бельице для крестника».
- При купании дитя, мылили его этим мылом да приговаривали мол:
  -  — «Царь морской, да царь двинской, да царь пинежский, дай воды на живот, на здравие раба Божья (имя дитя), на чистоту его, на красоту его».
  -  — «С гуся вода, а с сыночка (дочки) — худоба (под худобой имелась в виду болезнь).».
- В старину в длинные тёмные и холодные вечера сказывали: «Мели, Емеля, твоя неделя».
- Коли на Емельяна южный ветер, то лето грозовым будет.
- Если же ясный день, то сулил он засушливое лето[10][11].